# U (langue)
Pour les articles homonymes, voir U.
L'u, encore appelé puman ou p'uman, est une langue du groupe palaungique de la branche môn-khmer des langues austroasiatiques. Elle est parlée dans la région sud-ouest du Yunnan, en Chine propre,  R.P.Chine. On a estimé en 1990 le nombre de locuteurs à 3 000.
Bien que la langue u soit distincte de la langue blang, ses locuteurs font partie de la minorité ethnique des Blang.